# Digitales Familiennamenwörterbuch Deutschlands
Das Digitale Familiennamenwörterbuch Deutschlands (DFD) ist ein linguistisch-onomastisches Forschungsprojekt, das sich mit der Herkunft, Bedeutung und Verbreitung von deutschen Familiennamen beschäftigt. Ziel des namenkundlichen Projekts ist die Erstellung eines umfassenden, digitalen und frei zugänglichen Nachschlagewerks zu Familiennamen, das sowohl der wissenschaftlichen Forschung als auch der interessierten Öffentlichkeit dient. Das DFD ist als Langzeitvorhaben angelegt, das 2012 begonnen wurde und voraussichtlich 2035 endet.

## Hintergrund und Zielsetzung
Das Projekt wurde von der Akademie der Wissenschaften und der Literatur in Mainz in Zusammenarbeit mit der Johannes Gutenberg-Universität Mainz und der Technischen Universität Darmstadt ins Leben gerufen. Es wird im Rahmen des Akademienprogramms gefördert, das langfristige geisteswissenschaftliche Forschungsvorhaben unterstützt. Das DFD setzt sich zum Ziel, systematisch etymologische, phonologische und soziokulturelle Informationen zu Familiennamen zu erfassen und in einer digitalen Datenbank bereitzustellen.
2005 existierten in Deutschland schätzungsweise 850.000 unterschiedliche Familiennamen. Die derzeit vorhandenen Familiennamenlexika enthalten nur maximal 70.000 verschiedene Namen – weniger als 10 % der Gesamtzahl. Das DFD erfasst jeden in Deutschland vorkommenden Familiennamen mit mindestens zehn Telefonanschlüssen, bis zum Projektende werden circa 200.000 Familiennamen bearbeitet.

## Methodik und Inhalte
Die Ermittlung der Frequenz und Verbreitung der Familiennamen in Deutschland basiert auf den Einträgen von Telefon-Festnetzanschlüssen (nur private Anschlüsse, keine Geschäftsanschlüsse etc.) der Deutschen Telekom vom 30. Juni 2005. In diesem Jahr besaßen 92 % der Haushalte einen Festnetzanschluss. Pro Telefonanschluss ist von circa 2,9 Personen auszugehen. 
Das DFD erfasst und analysiert Familiennamen aus unterschiedlichen sprachlichen und regionalen Kontexten, wobei folgende Aspekte im Fokus stehen:
- Etymologie, d. h. Herkunft und ursprüngliche Bedeutung der Namen,
- Phonologische und grammatische Struktur der Namen,
- Geographische Verbreitung der Namen,
- Soziohistorische Hintergründe der Namenvergabe.

Die Analyse erfolgt unter Einbeziehung verschiedenster historischer Quellen, insbesondere historischer Wörter- und Namenbücher, digitaler Namendatenbanken und mithilfe korpuslinguistischer Methoden. Dabei werden nicht nur deutsche, sondern auch Familiennamen aus anderen Sprachen berücksichtigt, die in Deutschland belegt sind.
Bei der Recherche und Deutung jedes Namens werden folgende bereits existierende Familiennamenlexika kritisch überprüft und bewertet: Brechenmachers Etymologisches Wörterbuch der Deutschen Familiennamen, Gottschalds Deutsche Namenkunde, Kohlheim/Kohlheims Duden Familiennamen, Naumanns Das große Buch der Familiennamen und Zoders Familiennamen in Ostfalen. Die Hauptaufgaben des Projekts umfassen dabei:
- Zusammenführung von konkurrierenden Deutungsansätzen aus der bestehenden Familiennamenliteratur
- Präzisierung und Erweiterung bestehender Deutungen um zusätzliche Informationen
- Neubewertung früherer Deutungen durch den Ausschluss unwahrscheinlicher Deutungen
- erstmalige Aufnahme von Namen, die Varianten häufiger Familiennamen darstellen (die bereits in einem Wörterbuch enthalten sind) und daher keiner neuen Deutung bedürfen
- erstmalige Deutung von Familiennamen, die in keinem der überregionalen Wörterbücher verzeichnet sind und erstmals interpretiert werden müssen
- Neudeutung von Familiennamen, wenn keine der bisherigen Deutungen zutreffend ist oder eine neue Deutung bestehende ergänzt

Darüber hinaus stellt das DFD thematische Informationen, zu Familiennamen aus anderen Sprachräumen bereit, darunter beispielsweise französische, türkische und chinesische Familiennamen. Ebenfalls gibt es ein Glossar das zentrale linguistische bzw. onomastische Begriffe erläutert.

## Digitale Umsetzung und Zugriff
Die Ergebnisse des Projekts werden in einer Online-Datenbank zur Verfügung gestellt, die für die wissenschaftliche Community und die öffentliche Nutzung zugänglich ist. Das Wörterbuch ist seit 2015 online verfügbar. Nutzer können gezielt nach Namen suchen und detaillierte Informationen zu deren Herkunft und Frequenz abrufen. Zudem sind Karten zur (historischen) geographischen Verbreitung der Namen integriert. Das Wörterbuch wird sukzessive alle zwei Wochen um circa 400 Namenartikel erweitert. Aktuell sind bereits 80.175 Familiennamenartikel veröffentlicht (Stand März 2025).

## Sonstiges

### Beteiligung an der Mainzer Namentagung
Das DFD ist an der Organisation der Mainzer Namentagung beteiligt, einer wissenschaftlichen Konferenz zur Namenforschung. Diese Tagung bringt regelmäßig internationale Experten aus den Bereichen Onomastik, Linguistik und Geschichtswissenschaft zusammen, um aktuelle Forschungsergebnisse und methodische Ansätze zu diskutieren.

### Wissenschaftskommunikation
Das Projekt veröffentlicht in unregelmäßigen Abständen thematische Namenspecials, beispielsweise zur Weihnachtszeit oder Fußballweltmeisterschaft. Über die Social-Media-Accounts des Projekts wird mittels Neuigkeiten informiert.